# Princess Anne
Princess Anne es un pueblo ubicado en el condado de Somerset en el estado estadounidense de Maryland. En el Censo de 2010 tenía una población de 3.290 habitantes y una densidad poblacional de 754,32 personas por km².

## Geografía
Princess Anne se encuentra ubicado en las coordenadas 38°12′18″N 75°41′47″O / 38.20500, -75.69639. Según la Oficina del Censo de los Estados Unidos, Princess Anne tiene una superficie total de 4.36 km², de la cual 4.32 km² corresponden a tierra firme y (1.01%) 0.04 km² es agua.

## Demografía
Según el censo de 2010, había 3.290 personas residiendo en Princess Anne. La densidad de población era de 754,32 hab./km². De los 3.290 habitantes, Princess Anne estaba compuesto por el 27.05% blancos, el 68.39% eran afroamericanos, el 0.18% eran amerindios, el 1.37% eran asiáticos, el 0.03% eran isleños del Pacífico, el 0.61% eran de otras razas y el 2.37% pertenecían a dos o más razas. Del total de la población el 2.86% eran hispanos o latinos de cualquier raza.